# Elsemieke Havenga
Francisca Elisabeth Maria (Elsemieke) Havenga-Hillen (Den Haag, 30 september 1959) is een Nederlands voormalig hockeyster en televisiepresentatrice.

## Opleiding
Havenga volgde een opleiding fysiotherapie aan de Academie Leffelaar te Amsterdam.

## Hockey
In 1978 debuteerde Elsemiek Hillen in het Nederlands dameshockeyteam tijdens het vijflandentoernooi in Bedford, Groot-Brittannië in de wedstrijd tegen België, die Nederland won met 2-1, onder andere dankzij een treffer van Hillen.
In 1984 nam ze met de nationale hockeyploeg deel aan de Olympische Zomerspelen in Los Angeles, waar de ploeg een gouden medaille won. Met de nationale hockeyploeg won Havenga tevens drie wereldtitels (1978 in Madrid, 1983 in Kuala Lumpur en 1986 in Amstelveen) en een Europese titel (1984 in Lille). In 1981 moest ze op het WK in Buenos Aires genoegen nemen met een zilveren plak. Ze speelde bij Amsterdam. Per 2014 zijn haar drie wereldtitels nog altijd een record dat zij enkel moet delen met landgenotes Lisette Sevens en Sandra Le Poole.

## Televisie
In de jaren 90 presenteerde Havenga voor de omroep Veronica het actualiteitenprogramma Nieuwslijn. Vanaf 2002 was Havenga vooral bekend als presentatrice bij RTL. In 2002 en 2003 was Elsemieke presentatrice van het Half Acht Nieuws, waar ze Loretta Schrijver opvolgde. Vanaf 2003 begonnen Havenga en haar collega van het Half Acht Nieuws, Jeroen Latijnhouwers met het presenteren van Editie NL. Dit bleef zij tot december 2006 doen.

Van 31 augustus 2008 tot en met augustus 2009 presenteerde Havenga iedere zondag een programma op het Nederlandse radiostation 100%NL.

## Boek
In 2006 publiceerde Havenga haar eerste boek: 'Zij maken het verschil'. Zij interviewde hiervoor dertien bijzondere mensen om te zien hoe hun dromen, drijfveren en tegenslagen hun leven beïnvloeden.

## Golf
In 2007 was Havenga te zien in RTL Golf op RTL 4 en This is Golf Business op RTL 7. Hierna besloot zij te stoppen als presentatrice. In 2010 was Havenga co-toernooidirecteur van het Dutch Ladies Open 2010, dat in juni op Golfclub Broekpolder gespeeld werd.

## Politiek
Havenga is politiek actief voor de VVD 
en staat op de vijfendertigste plaats op de VVD-kandidatenlijst voor de verkiezingen van de Eerste Kamer in 2023.
Carina Benninga · 
Det de Beus · 
Fieke Boekhorst · 
Marjolein Bolhuis-Eijsvogel · 
Marieke van Doorn · 
Irene Hendriks · 
Elsemiek Hillen · 
Aletta van Manen · 
Anneloes Nieuwenhuizen · 
Martine Ohr · 
Sandra Le Poole · 
Alette Pos · 
Lisette Sevens · 
Sophie von Weiler · 
Laurien Willemse · 
Margriet Zegers · 
Coach: Gijs van Heumen